# Бистра вода
Бистра вода је балада сарајевске рок групе Регина, која је представљала Босну и Херцеговину на Песми Евровизије 2009. у Москви.
Песму је компоновао и написао члан групе Александар Човић. Песма је званично изабрана 12. јануара 2009. године и званично је представљена 1. марта 2009. године. Песма је у финалу Евровизије заузела 9. место. Такође је награђена наградом Марсел Безенсон за најбољу композицију на такмичењу за песму Евровизије 2009. године.